# Katina Paxinú
Katina Paxinú (El Pireu, 17 de desembre de 1900 - Atenes, 22 de febrer de 1973) va ser una actriu de cinema i de teatre grega.

## Primers anys
Nascuda Ekaterini (Catherine) Konstandopulu al Pireu, Grècia, va començar com a cantant d'òpera però va canviar de carrera i va anar al Teatre Reial Grec el 1929. Quan va esclatar la segona Guerra Mundial, estava actuant a Londres. Incapaç de retornar a Grècia, va emigrar als Estats Units.

## Carrera
Va ser seleccionada per interpretar "Pilar" a la pel·lícula de 1943 For Whom the Bell Tolls, guanyant un Oscar a la millor actriu secundària i un Globus d'Or a la millor actriu secundària. Va continuar apareixent en pel·lícules de Hollywood fins al 1949. Va fer una pel·lícula britànica també, la versió de pel·lícula de 1947 de Uncle Silas, protagonitzada per Jean Simmons. Ella va fer de mare de Tyrone Power a Prince of Foxes el 1949. Després de 1949, Paxinú retornava a Hollywood només una vegada més, per interpretar, una altra vegada, una dona gitana, aquesta vegada en el film èpico–religiós de 1959, The Miracle.
El 1950, Paxinú continuava la seva carrera al teatre. En la seva nadiua Grècia, formava el Teatre Reial d'Atenes amb Alexis Minotis, el seu director principal i el seu marit Ioannis Paxinós, des de 1940.
Paxinú feia unes quantes aparicions al teatre de Broadway i també a la televisió, incloent-hi el paper principal en la primera producció en anglès de Federico Garcia Lorca La casa de Bernarda Alba, a l'Anta Playhouse a Nova York el 1951, i una producció de la BBC de l'obra de Lorca Bodas de sangre, emesa el 2 de juny de 1959.

## Mort
Paxinú va morir de càncer a Atenes, Grècia el 1973 a l'edat de 72 anys. Li van sobreviure el seu marit, i els seus dos fills del seu primer matrimoni amb Ioannis Paxinós, el cognom del qual havia estat utilitzant després del seu divorci. Les seves restes estan enterrades a Primer Cementiri d'Atenes.

## Filmografia
| Any  | Pel·lícula               | Paper                  | Notes                                                                         |
| ---- | ------------------------ | ---------------------- | ----------------------------------------------------------------------------- |
| 1943 | For Whom the Bell Tolls  | Pilar                  | Oscar a la millor actriu secundària Globus d'Or a la millor actriu secundària |
| 1943 | Hostages                 | Maria                  |                                                                               |
| 1945 | Confidential Agent       | Mrs. Melandez          |                                                                               |
| 1947 | Mourning Becomes Electra | Christine Mannon       |                                                                               |
| 1947 | Uncle Silas              | Madame de la Rougierre |                                                                               |
| 1949 | Prince of Foxes          | Mona Constanza Zoppo   |                                                                               |
| 1955 | Mr. Arkadin              | Sophie                 |                                                                               |
| 1959 | The Miracle              | La Roca                |                                                                               |
| 1960 | Rocco e i suoi fratelli  | Rosaria Parondi        |                                                                               |
| 1961 | Morte di un bandito      |                        |                                                                               |
| 1965 | To Nisi tis Afroditis    | Lambrini               |                                                                               |
| 1968 | Tante Zita               | Aunt Zita              |                                                                               |
| 1970 | Un Été Sauvage           | Marya                  |                                                                               |
| 1970 | The Martlet's Tale       | Orsetta                |                                                                               |